# عمر إيفانز
عمر إيفانز (بالإنجليزية: Omar Evans)‏ هو لاعب كرة القدم الكندية أمريكي، ولد في 1 سبتمبر 1976 في سيلفر سبرينغ في الولايات المتحدة.